# Caranx tille
Caranx tille är en fiskart som beskrevs av Cuvier, 1833. Caranx tille ingår i släktet Caranx och familjen taggmakrillfiskar. Inga underarter finns listade.